# Inga tenuiloba
Inga tenuiloba är en ärtväxtart som beskrevs av Nelson A. Zamora och Terence Dale Pennington. Inga tenuiloba ingår i släktet Inga och familjen ärtväxter. IUCN kategoriserar arten globalt som starkt hotad. Inga underarter finns listade i Catalogue of Life.